# Гуйда Михайло Євгенович
Гуйда Михайло Євгенович (18 грудня 1954, х. Тихенький) — український художник-живописець, графік. Член Національної спілки художників України (1983). Заслужений діяч мистецтв України (1991), народний художник України (2001), дійсний член Національної академії мистецтв України (2001). Професор Національної академії образотворчого мистецтва і архітектури (1995). Лауреат Міжнародного фестивалю «Золотий перетин» (1996) та премії ім. І. Огієнка (2000).

## Біографія
Михайло Гуйда народився 18 грудня 1954 року, на хуторі Тихенький Павловського району Краснодарського краю. У 1982 році закінчив Київський державний художній інститут у навчально-творчій майстерні станкового живопису під керівництвом В. Шаталіна. Проходив стажування у Ленінградському інституті живопису, скульптури та архітектури ім. І.Рєпіна під керівництвом В. Орешнікова.
У Національній академії образотворчого мистецтва і архітектури працює з 1982 року як викладач кафедри живопису, з 1995 року — професор; з 1993 року — керівник навчально-творчої майстерні станкового живопису.
У 1989–1993 роках — голова Київської організації Спілки художників України. Неодноразово обирався членом правління Спілки художників України, секретарем Спілки художників СРСР
Учасник вітчизняних і міжнародних художніх виставок. Почесний професор Чейдзянського університету науки та технології (Китай, м. Тіньхуа) та університету природничих наук та технологій (Китай, м. Ханчжоу).

## Творчість
Працює в галузі станкового живопису і графіки.
З перших програмних композицій Михайло Гуйда репрезентував свій оригінальний живописний стиль, що брав свої витоки в кубанській національній стилістиці, звідки родом походив художник, стверджують дослідники Ігор Шаров та Анатолій Толстоухов. Його прадід Дем’ян Дорошенко був у Кубанському козацькому війську, а коріння Михайлове – від того славетного родоначальника Миколи, який був отаманом кубанських козаків. Отже, кубанська тематика закорінилася в ранніх полотнах художника і прозвучала сильно, трагедійно в знаковій картині «Поминання» (1990). Вона немовби підсумовувала період ранніх пошуків і явила мистецькому світові неординарного художника з великим мистецьким майбуттям. 
Основні твори: «Поминання» (1989), «Великдень» (1990), «Кубанське весілля» (2001), «Зустріч І. Мазепи з Карлом XII» (2001). «Жінки Кіото» (1989), «У степах під Херсоном» (1972), «Тиша» (1983), «Коліївщина», «Гайдамаки», «Весна», «Сон біля моря» (1990), «Гра янголів» (1991), «Дитинство», «Мелодія», «Український пейзаж», «Жіночий портрет», «Майстерня китайського художника», «Чарівна Лі Вей» (1998), «Кубанське весілля», «У майстерні», «Оголена», «Жінка», «Жіночий портрет у чорному капелюсі», «На сцені», «Жінка півдня Китаю», «Зелена неділя», «У червоному драконі», «В гримерній», «Сімейний портрет у східному вбранні» (1998), «Гейша і самурай» (1998); "Скопець і яйця" (1999), "Китайський сундук Гуріна" (1999), портрети: Оксани Полтавець, Богдана Бенюка, Раїси Недашківської, Софії Ротару, Ольги Сумської. графіка — «Біля джерела» (2000), «Дівчина з віялом» (2000), диптих «Любов» (2000).

## Нагороди
- Почесна Грамота Верховної Ради України (2005)
- Золота медаль Національної академії мистецтв України (2004).